# Gymnadenia pyrenaeensis
Gymnadenia pyrenaeensis är en orkidéart som beskrevs av Wolfram Foelsche.
Gymnadenia pyrenaeensis ingår i släktet brudsporrar och familjen orkidéer. Inga underarter finns listade i Catalogue of Life.